# Cupaniopsis concolor
Cupaniopsis concolor är en kinesträdsväxtart som först beskrevs av John Wynn Gillespie, och fick sitt nu gällande namn av R.W.J.M. Van der Ham. Cupaniopsis concolor ingår i släktet Cupaniopsis och familjen kinesträdsväxter. Inga underarter finns listade i Catalogue of Life.